# Popponesset, Massachusetts
Popponesset, Massachusetts (енгл. Popponesset) насељено је место без административног статуса у америчкој савезној држави Масачусетс.

## Демографија
По попису из 2010. године број становника је 220, што је 90 (-29,0%) становника мање него 2000. године.
| Група             | 2000.        | 2010.       |
| Белци             | 310 (100,0%) | 218 (99,1%) |
| Афроамериканци    | 0 (0,0%)     | 0 (0,0%)    |
| Азијати           | 0 (0,0%)     | 1 (0,5%)    |
| Хиспаноамериканци | 0 (0,0%)     | 1 (0,5%)    |
| Укупно            | 310          | 220         |